# Club Voleibol Eivissa
Il Club Voleibol Eivissa è una società pallavolistica spagnola, con sede ad Ibiza: milita nel campionato di Superliga.

## Rosa 2019-2020
| N° | Nome                 | Ruolo | Data di nascita   | Nazionalità sportiva |
| -- | -------------------- | ----- | ----------------- | -------------------- |
| 3  | Sergio Ramírez       | P     | 2 giugno 1994     | Spagna               |
| 4  | Arthur Borges        | O     | 15 marzo 1988     | Brasile              |
| 6  | Pedro Putini         | P     | 21 settembre 1990 | Brasile              |
| 7  | Víctor Sánchez       | L     | 12 ottobre 1990   | Spagna               |
| 8  | Edwin Moses          | S     | 29 agosto 1995    | Stati Uniti          |
| 9  | Yassine Abdelhedi    | S     | 28 ottobre 1999   | Tunisia              |
| 10 | Francisco Fernández  | L     | 10 marzo 1995     | Spagna               |
| 12 | Jordan Ewert         | S     | 18 marzo 1997     | Stati Uniti          |
| 14 | José Miguel Sugrañes | C     | 25 agosto 1985    | Spagna               |
| 15 | Stefano Nassini      | C     | 10 agosto 1987    | Spagna               |
| 16 | Joaquín Monteagudo   | C     | 16 maggio 1996    | Spagna               |
| 18 | Wallaf de Oliveira   | O     | 14 gennaio 1998   | Brasile              |
| 20 | Raúl Muñoz           | S     | 6 marzo 1991      | Spagna               |
| 22 | Nelson Murangwa      | O     | 3 febbraio 1993   | Ruanda               |